# 異唇粒唇鯔
異唇粒唇鯔為輻鰭魚綱鯔形目鯔科的其中一種，分布於印度太平洋區，包括澳洲、日本、萬那杜、印尼、帛琉、新喀里多尼亞、菲律賓、泰國、巴布亞紐幾內亞等海域，體長可達50公分，棲息在沿海、河口，可做為食用魚。

## 擴展閱讀
維基物種上的相關：異唇粒唇鯔